# El fotògraf de Minamata
El fotògraf de Minamata (originalment, Minamata) és una pel·lícula dramàtica del 2020 dirigida per Andrew Levitas, basada en el llibre homònim d'Aileen Mioko Smith i W. Eugene Smith. La pel·lícula és protagonitzada per Johnny Depp (que també la va produir) com a W. Eugene Smith, un fotògraf estatunidenc que va documentar els efectes de l'enverinament per mercuri als ciutadans de Minamata (Japó). La pel·lícula es va estrenar al Festival Internacional de Cinema de Berlín el 21 de febrer de 2020. Es va estrenar als Estats Units l'11 de febrer de 2022 a càrrec de Samuel Goldwyn Films. A la 94a edició dels Premis Oscar l'any 2022, la pel·lícula va ocupar el tercer lloc al concurs Favorits dels fanàtics dels Oscars. S'ha doblat i subtitulat al català.